# Arthur Tadeu Curado
Arthur Tadeu Curado (Brasília, 1980) é um ator e dramaturgo brasileiro, além de cronista, palestrante e romancista. Morou na Nova Zelândia e formou-se em artes pela Casa das Artes de Laranjeiras, CAL, em 2001.

## Atuação
Atuou nos espetáculos "Dois Perdidos" (2003), "Dois de Paus" (2005-2012), "História Redonda Sobre O Nada" (2006),  "Existe Alguma Coisa Entre Nós" (2007), "Bem Perto Do Fim" (2011) e "Complexo de Cinderela" (2012), todos de sua autoria. É ator no solo "Canção Pra Dançar Sem Par" (2007-2010). Autor de espetáculos teatrais, teve seu espetáculo "Dois de Paus" transformado em romance em 2008. No cinema, atuou em "A Minha Maneira de Estar Sozinho", de Gustavo Galvão; "Residual", de Sérgio Raposo; "A Concepção", de José Eduardo Belmonte; "Síndrome de Pinocchio", de Thiago Moysés; "Reservados" e "A Olho Nu", de Miguel Horta.
É cronista, tendo publicado textos em diversas revistas nacionais, tai como "Simples", "Tablado" e "Roteiro". Atua como palestrante na área de dramaturgia, comunicação e arte.

## Prêmios
Foi selecionado pelo projeto PALCO GIRATÓRIO BRASIL, uma iniciativa do SESC NACIONAL e fez turnê por 40 cidades do país com seu espetáculo "Dois de Paus".
Seu texto "Bem Perto do Fim" venceu o IV CONCURSO NACIONAL DE DRAMATURGIA, promovido pela Associação Nacional dos Escritores.
Recebeu o prêmio de Direitos Humanos Beijo Livre, do Grupo Estruturação, em 2012, pelo seu trabalho no espetáculo "Dois de Paus".